# دارینا آپاناشچنکو
دارینا آپاناشچنکو (اوکراینی: Дарина Олександрівна Апанащенко؛ زادهٔ ۱۶ مهٔ ۱۹۸۶) بازیکن فوتبال اهل اوکراین است.
از باشگاه‌هایی که در آن بازی کرده‌است می‌توان به اشاره کرد.
وی همچنین در تیم ملی فوتبال زنان اوکراین بازی کرده‌است.